# پینیتول
پینیتول (به انگلیسی: Pinitol) با فرمول شیمیایی C7H14O6 یک ترکیب شیمیایی با شناسه پاب‌کم 82525 است. که جرم مولی آن ۱۹۴٫۱۸ گرم بر مول می‌باشد. 